# Hjalmar Karlsson
Ernst Hjalmar Karlsson (1 de março de 1906 — 2 de abril de 1992) foi um velejador sueco, campeão olímpico. Ele competiu nos Jogos Olímpicos de Verão de 1956 na classe 5.5 Metre e conquistou a medalha de ouro a bordo do Rush V, ao lado de Lars Thörn e Sture Stork.
Durante toda sua carreira profissional, Karlsson foi membro da Kungliga Svenska Segelsällskapet. Seus filhos Arne e Per-Olof também foram velejadores e participantes de regatas olímpicas.